# Гран ноар
Гран ноар е хибриден винен сорт грозде, произхождащ от Франция, създаден чрез кръстосване на сортовете „Арамон“ и „Пети Буше“ със силно багрилна материя.
Най-подходящи за сорта са плодородните почви, на които дава високи добиви. Среднозреещ сорт.
Гроздът е средно голям, коничен, полусбит до сбит. Зърното е средно едро до валчесто, оцветено тъмносиньо. Сокът е силно обагрен.
Виното от този сорт е силно обагрено, с обикновен вкус и се използва за купажиране. Използва се за поправяне цвета на други червени вина.